# ICS Vortex
Simen Hestnæs, ismertebb nevén ICS Vortex, vagy egyszerűen Vortex (Oslo, 1974. március 4. –) az egykori norvég avantgárd metált játszó Arcturus együttes énekese, jelenleg a szintén norvég Dimmu Borgir szimfonikus black metal-együttes basszusgitárosa és háttérénekese. Nemrég bejelentette, hogy ő lesz a norvég-angol black metal-együttes, a Code énekese is, ahol is a Dødheimsgard-ba távozó Kvohst utódja lesz.

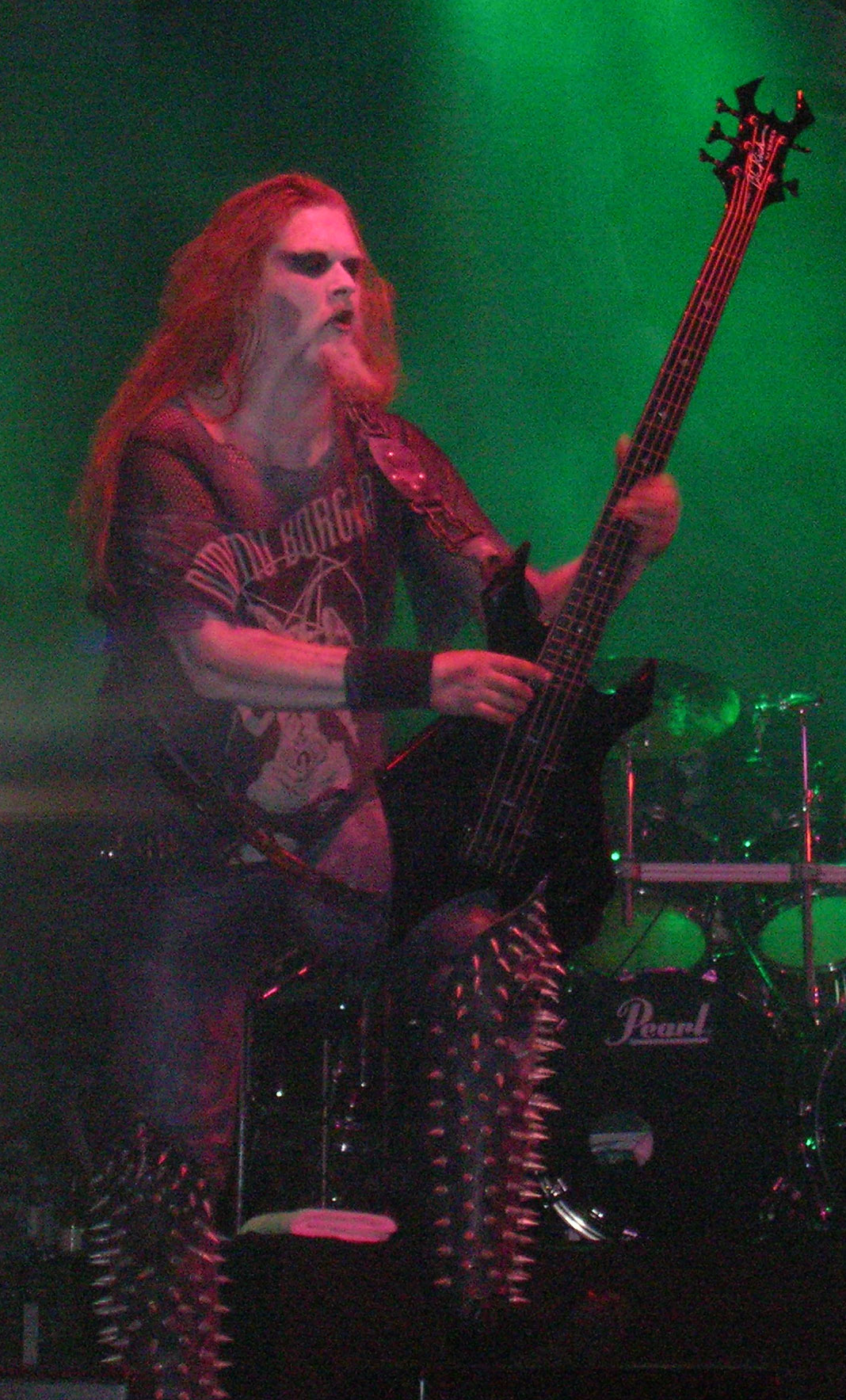
ICS Vortex

## Pályafutása
Leghosszabb életű zenekara, a doom metal-t játszó Lamented Souls volt, mely 1991-ben alakult, és melyben a gitáros, basszer, és énekes is ő volt egy személyben. Beceneve, az "Icy S. Vortex" egyfajta vicc, ugyanis azért találta ki, hogy mintegy párja legyen együttesbeli társa, Garm álnevének, a "Fiery G. Maelstrom"-nek. Az ál-keresztnevek erős oppozíciót alkotnak a két ellentétes elem említésével (Fiery=tüzes, Icy=jeges), a középső monogram-betű Garmnál és Vortexnél is a keresztnevükre utal, míg a "Maelstrom" és a "Vortex" szinonimák egy erőteljes vízáramlatra.
1995-ben turnéra indult a Ved Buens Ende elnevezésű avantgárd metal-zenekarral, ahol szintén ő volt a vokalista. Ennek a turnénak az anyagát később a …Coiled in Obscurity című albumon adták ki.
1997-ben Hestnæs vendégszerepet vállalt az ActurusLa Masquerade Infernale című albumán, ahol három számot énekelt fel: a "Master of Disguise"-t, a "The Chaos Path"-ot (melynek szövegét ő írta, és a zeneszerző is ő volt részben) és a "Painting My Horror"-t.
1997-ben a folk/progresszív/black metal-t játszó Borknagar-nak hirtelen vokalistára lett szüksége, miután az eredeti énekes Garm kilépett, aki azonban saját maga ajánlotta a maga helyére Vortexet, aki így a csapat énekese lett 1997-től 2000-ig. Ugyanő látta el a Borknagar negyedik teljes albumának felvétele során a basszer feladatát is, miután a korábbi basszusgitáros Kai K. Lie elhagyta a csapatot.
2000 augusztusában Vortex otthagyta a Borknagart, hogy teljesen a Dimmu Borgirra koncentrálhasson. egy interjúból kiderült, hogy a Borknagar éppen akkor indult volna Európa-turnéra a Mayhemmel, mikor a stúdiózás kezdődött a Dimmu Borgirral. A Borknagar vezetője, és gitárosa Øystein G. Brun ultimátumot adott Vortexnek: vagy turné a Borknagarral, vagy a Dimmu Borgir.
Vortex az utóbbit választotta, és ezzel a választással elérte azt, hogy a Dimmu Borgir hosszú időre sokkal sikeresebb legyen. Brun később úgy nyilatkozott, hogy ez a döntés egyszerűen "üzlet" volt, és hogy "nincs semmi kifogása a Dimmu Borgir ellen", valamint hogy "ő mindig a legjobbat kívánta Vortexnek". Vortex ezzel szemben azt állította, hogy ha nincs az ultimátum, a mai napig a Borknagar tagja lenne.
Hestnæs a Spiritual Black Dimensions című album felvételei során új színt hozott a Dimmu Borgir zenéjébe: a tiszta és operás jellegű vokált. Teljes értékű basszerré azonban csak Nagashnak a The Kovenantbe történt távozása után vált.
2005-ben Vortex az Arcturus új énekese lett Garm 2003-as, és Øyvind Hægeland 2005-ös távozása után. Ezzel az Arcturus lett a második együttes Simen életében, ahol Garmot követte az énekesi poszton. 2005-ben a Terrorizer magazin Vortexet beválasztotta a tíz legjobb énekes közé, az Arcturus pedig megkapta a "2005. legjobb színpadi előadása"-díjat. Az album, a Sideshow Symphonies szintén bekerült a tíz legjobb lemez közé a magazin munkatársai szerint.
2007-ben Simen egy ausztrál koncert alkalmával bejelentette, hogy ez lesz az Arcturus utolsó koncertje, április 17-én pedig a csapat hivatalosan is bejelentette a feloszlást.

## Diszkográfia

### ALamented Souls-szal
- Demo (1995)
- Essence of Wounds – Duplicate Records (2003)
- The Origins of Misery – Duplicate Records (2004)

### AVed Buens Ende-vel
- …Coiled in Obscurity – Benighted Mirror Records (2002)

### ABorknagarral
- The Archaic Course – Century Media Records (1998)
- Quintessence – Century Media Records (2000)

### ADimmu Borgirral
- Spiritual Black Dimensions – Nuclear Blast (1999) (Újrakiadás: 2004)
- Puritanical Euphoric Misanthropia – Nuclear Blast (2001)
- Alive in Torment EP – Nuclear Blast (2001)
- World Misanthropy élő EP – Nuclear Blast (2002)
- World Misanthropy DVD/VHS – Nuclear Blast (2002)
- Death Cult Armageddon promo EP – Nuclear Blast (2003)
- Death Cult Armageddon – Nuclear Blast (2003)
- Progenies of the Great Apocalypse DVD – Nuclear Blast (2003)
- Vredesbyrd kislemez – Nuclear Blast (2004)
- In Sorte Diaboli – Nuclear Blast (2007)

### AzArcturus-szal
- La Masquerade Infernale – Misanthropy/Music For Nations Records (1997)
- Sideshow Symphonies – Season of Mist (2005)
- Shipwrecked in Oslo DVD – Season of Mist (2006)

### ADagobával(vendégénekesként)
- What Hell Is About – Season Of Mist (2006)

## Külső hivatkozások
- Az Arcturus hivatalos oldala
- A Dimmu Borgir hivatalos oldala
- A Code hivatalos oldala
- A Lamented Souls hivatalos Myspace-oldala